# بوبي بريسكوت
بوبي بريسكوت (1931 - 2020)، (بالإنجليزية: Bobby Prescott)‏ هو لاعب كرة قاعدة أمريكي، ولد في 27 مارس 1931 في كولون (بنما) في بنما., توفي يوم 2 أغسطس 2020

## وصلات خارجية
- بوبي بريسكوت على موقع دوري كرة القاعدة الرئيسي (الإنجليزية)
- بوبي بريسكوت على موقعبيزبول رفرنس.كوم (الدوري الرئيسي) (الإنجليزية)
- بوبي بريسكوت على موقعبيزبول رفرنس.كوم (الدوري الثانوي) (الإنجليزية)
- بوبي بريسكوت على موقع إي إس بي إن.كوم (أم.أل.بي) (الإنجليزية)